# 朱士行
朱士行（203年—282年），又称朱子行、朱士衡，法号八戒，颍川（今河南禹州市）人，三国时期魏国佛教僧侣，為汉族地区最早的西行求经僧侣，亦是中國歷史上第一位僧人。
他可能是中國著名古典小說《西游记》中人物豬八戒的原型。

## 生平
少年出家為僧，但未受戒。直到公元250年，印度律學沙門曇柯迦羅到洛陽譯經，在白馬寺建立戒壇，首創戒度僧制度。當時朱士行正在洛陽，立志學佛，首先登壇受戒，成為漢人第一個出家受戒的比丘。
朱士行因《僧祇戒心》而皈依羯磨法，并受戒成为比丘。出家后讲《道行般若经》于洛阳，后感难以理解，决意西行求原经。甘露五年（260年）从长安赴于阗学习直至身故。期间写得梵本《放光般若经》。
西晋太康三年（282年）其弟子法饶送回洛阳，元康元年（291年）由无罗叉和竺叔兰译为汉文。该经文对汉传佛教影响深远。

## 傳說
據說在他圓寂後，當地人按照西域荼毗法焚燒他的遺體時，居然「柴薪灰盡，遺體不損」，众人嘖嘖稱奇。當時有一位高僧合十誦念道：「汝果得道，身自當滅跡，何必如此驚世。」旋即，遺體聞聲而化。佛門中有句話「金剛不壞之身」也就由此而來。

## 相關
- 玄奘
- 車奉朝
- 石槃陀
- 深沙神